# Нижньовисоцька сільська рада
Нижньовисоцька сільська рада — колишній орган місцевого самоврядування у Турківському районі Львівської області. Адміністративний центр — село Нижнє Висоцьке.

## Загальні відомості
Нижньовисоцька сільська рада утворена в 1939 році. Водоймища на території, підпорядкованій даній раді: річка Стрий.

## Населені пункти
Сільській раді підпорядковані населені пункти:
- с. Нижнє Висоцьке
- с. Заріччя
- с. Ропавське
- с. Штуковець
- с. Яблунів

## Склад ради
Рада складається з 16 депутатів та голови.

### Керівний склад попередніх скликань
| ПІБ                     | Основні відомості                                                                                        | Дата обрання | Дата звільнення |
| ----------------------- | --- | ------------ | --------------- |
| Ірод Ярослав Васильович | Сільський голова, 1958 року народження, освіта середня спеціальна                                        | 26.03.2006   | 31.10.2010      |
| Ірод Ярослав Васильович | Сільський голова, 1958 року народження, освіта середня спеціальна, член політичної партії «Наша Україна» | 31.10.2010   |                 |

Примітка: таблиця складена за даними джерела